# Așezarea fortificată de la Cotu Copălău
Așezarea fortificată de la Cotu Copălău în punct Poiana Costăchel este o așezare getică fortificată din Cotu, Copălău, județul Botoșani. Aceasta a fost identificată în anul 1973, iar săpăturile sistematice s-au încheiat în anul 2004. Aceasta este situată pe moșia satului medieval dispărut Jorovlea, este amplasată la marginea abruptului existent între Podișul Sucevei și Câmpia Moldovei și asigura supravegherea unei întinse zone expusă raidurilor populațiilor intruzive.